# おつぼ (福井県)
おつぼは福井県嶺北地方の郷土料理。小豆とサトイモの煮物料理であり、料理の入れ物の名前でもある。
秋から新年にかけて行われる浄土真宗の報恩講に集まった人々にふるまわれる精進料理である。
小豆は浄土真宗の開祖・親鸞の好物であったとされ、報恩講ではおつぼ以外にも地域それぞれで小豆が使われた精進料理が作られる。